# HGDF Familienholding
HGDF Familienholding GmbH & Co. KG er et holdingselskab med hovedkvarter i Flensborg. HGDF står for Herm. G. Dethleffsen Flensburg. Virksomheden er fortsat ejet af familien Dethleffsen, der har virksomhed indenfor flere forskellige brancher som rederi, bryggeri, medicin, IT, fast ejendom, osv.
Datterselskaber i 2021:
- Queisser Pharma GmbH & Co. KG, Flensburg (Anteil: 100 %) – lægemiddelproducent
- Flensburger Brauerei Emil Petersen GmbH & Co. KG, Flensburg (Anteil: 71,43 %) – bryggeri
- Beyersdorf Dienstleistungen GmbH & Co. KG, Flensburg – bygningsrengøring
- Förde Reederei Seetouristik GmbH & Co. KG, Flensburg (Anteil 50 %) – rederi
- ComLine GmbH, Flensburg (Anteil: 85 %) – IT-virksomhed
- Hanseatische Pflegedienste Nord GmbH, Flensburg (Anteil: 90 %) – plejeservice
- Specht GmbH, Neumünster (Anteil: 100 %) – brandskadeservice
- Troeger GmbH, Veitshöchheim (Anteil: 100 %) – fast ejendom